# Franziska An der Gassen
Franziska An der Gassen (* 16. Juni 1978 in Ost-Berlin als Franziska-Marie Reinhardt) ist eine deutsche Filmproduzentin und Drehbuchautorin.

## Leben
Geboren 1978 in Ost-Berlin wuchs An der Gassen in einer großen, erweiterten Filmfamilie auf, zu der u. a. ihr Großvater, der Filmregisseur und DEFA-Gründer Kurt Maetzig, gehörte.
Nach dem Abitur in Berlin, wurde Franziska An der Gassen ab 1998 an der Filmschule ZeLIG in Bozen, Südtirol zur Kamerafrau und Filmeditorin ausgebildet. Danach folgte von 2001 bis 2005 das Studium der Medienwirtschaft und Filmproduktion an der HFF München. Nach dem Studium ging sie nach Los Angeles, wo sie an der University of California, Los Angeles ein Teilstudium (scriptwriting & film producing) absolvierte und nebenbei für die zwei Major-Studios Warner Bros. Entertainment / Warner Independent Pictures und New Regency Productions in den jeweiligen Story-Development-Departments tätig war.
Zurück in Deutschland arbeitete sie in der Herstellungsleitung der Constantin Film und betreute dort Filme wie Das Parfüm – Die Geschichte eines Mörders, Asterix bei den Olympischen Spielen und Die Päpstin. In der Folge erweiterte sie als Junior Producerin bei Janus TV ihr Tätigkeitsfeld um das Drehbuchschreiben und die Produktion von neuen Serien-Formaten. In dieser Zeit entstanden Formate, wie die RTL-Comedy-Serie Die unglaublichsten Geschichten mit Paul Panzer. Bei K5 Film war sie als „Producer“ und später als „Head of Production“ zuständig für nationale und internationale Kinoprojekte. In dieser Zeit entstanden Filme wie beispielsweise At worlds end, A matter of size, Am Ende des Tages, Blindlings u. a.
Im Anschluss daran arbeitete sie bei der Tellux-Film, wo sie als „Ausführende Produzentin“ diverse Spielfilme für Kino und TV, Serien und Dokumentationen im In- und Ausland entwickelte, betreute und realisierte, wie z. B. Weihnachten für Einsteiger, Ihr Name war Maria, Was machen Frauen morgens um halb vier?, Sein Name war Franziskus, Joana & die Mächte der Finsternis, Jacob und Josefine usw.
Mit ihrem eigenen Label An der Gassen Film machte sie sich infolgedessen selbstständig. Dort entwickelte sie, schrieb als Autorin und produzierte Filme, wie beispielsweise die Kinokomödie Ostfriesisch für Anfänger und die TV-Komödie Die Diva, Thailand und wir!.
Berufsbegleitend forschte und schrieb An der Gassen an ihrer Dissertation über den wirtschaftlichen Erfolg von deutschen Kinofilmen an der Filmuniversität Babelsberg Konrad Wolf. Diese erschien 2019 als Buch mit dem Titel Der deutsche Erfolgsfilm bei der Peter-Lang-Verlagsgruppe.
Von 2016 bis 2021 arbeitete An der Gassen als kreative Produzentin bei der Rat Pack Filmproduktion, die zur Constantin Film gehört. Hier entwickelte, finanzierte und produzierte sie innerhalb einer eigenen Unit Spielfilme und High-End-Serien für Kino, Streamer und TV beispielsweise Kranke Geschäfte, Mein Freund, das Ekel, Muttitasking, BIG G.,Tricky Area, GG – Good Game u. a.
Für Kranke Geschäfte erhielt Franziska An der Gassen den Deutschen Produzentenpreis von der Deutschen Akademie für Fernsehen. Auf dem Filmfest Hamburg (2019) wurde Kranke Geschäfte ebenfalls für den Produzentenpreis nominiert.
Im Januar 2022 wurde sie von Apple engagiert und leitet seitdem Apple TV+ Germany. Hier ist sie zuständig für die Apple TV+ Originals des internationalen Streamingdienstes von Apple.
Franziska An der Gassen lebt in München.

## Filmografie (Auswahl)
- 2011: Am Ende des Tages
- 2012: Ihr Name war Maria
- 2012: Was machen Frauen morgens um halb vier?
- 2014: Weihnachten für Einsteiger
- 2015: Sein Name war Franziskus
- 2016: Ostfriesisch für Anfänger
- 2017: Die Diva, Thailand und wir!
- 2019: Mein Freund, das Ekel
- 2019: Kranke Geschäfte
- 2021: Mein Freund, das Ekel (Fernsehserie)
- 2024: Where’s Wanda? (Fernsehserie)

## Auszeichnungen
- 2021: Preis der Deutschen Akademie für Fernsehen in der Kategorie Produktion für Kranke Geschäfte[4]